# Sistema de ensino
No Brasil, um sistema de ensino refere-se a empresas que dão suporte a instituições de ensino tanto da rede pública quanto da rede particular, fornecendo material didático e também o apoio pedagógico com consultorias, treinamentos e formação para professores.
No ano de 2011, de acordo a empresa Hoper Educação, o mercado privado desse segmento no Brasil gerou receitas brutas de R$1,2 bilhão.
Um dos pontos normalmente colocados como favoráveis à contratação de sistemas de ensino é a uniformização do ensino, com grade curricular integrada ao material didático, metodologia de ensino, etc., que diminuiria os custos para a instituição com essas ferramentas de organização do trabalho pedagógico, assim como para os pais (no caso de instituições particulares).
A principal crítica a esses sistemas é a obrigatoriedade na utilização do material didático, que nem sempre apresenta uniformidade na sua qualidade. Assim, um coordenador pedagógico pode ter limitações em seu trabalho com professores que são obrigados, pela administração da instituição, a utilizarem material de baixa qualidade ou que não está em consonância com seus métodos de trabalho[carece de fontes?].